# 法戈鎮區 (北達科他州卡斯縣)
法戈鎮區（英語：Fargo Township）是位於美國北達科他州卡斯縣的一個鎮區。

## 地方資料
法戈鎮區的面積為0.26平方千米，皆為陸地。根據2020年美國人口普查的數據，當地共有人口3人，而人口密度為每平方千米11.54人。